# Stazione di Vicovaro
La stazione di Vicovaro è la stazione ferroviaria a servizio del comune di Vicovaro, e ne rappresenta lo scalo ferroviario principale. La stazione è ubicata sulla linea ferroviaria Roma-Pescara.

## Storia
Inaugurata nel 1888, in occasione dell'apertura dell'intera linea, la stazione dispone di un solo binario attivo (il secondo), in quanto il primo binario è stato dismesso da tempo..
Oggi lo scalo non è più in uso e l'unica fermata disponibile nel territorio comunale è la stazione di Valle dell'Aniene-Mandela-Sambuci.
La stazione è chiusa al traffico ferroviario, tuttavia viene effettuato servizio sostitutivo mediante due coppie di bus gestiti da Trenitalia.